# François de Coëtlogon

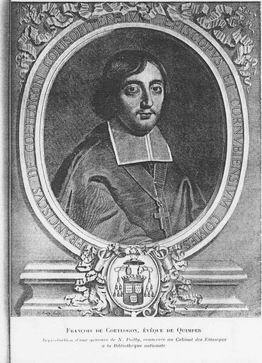
Bisschop François de Coëtlogon

François de Coëtlogon-Méjusseaume (Saint-Brieuc, 3 juni 1631 - Quimper, 6 november 1706) was een Frans rooms-katholiek geestelijke die gedurende 38 jaar bisschop van Cornouaille in Bretagne was.

## Levensloop
In 1666 werd de Coëtlogon benoemd tot hulpbisschop van Cornouaille en titulair bisschop van Madauros. Twee jaar later stierf bisschop René du Louët de Coetjunval en de Coëtlogon volgde hem op. In 1669 opende hij een priesterseminarie buiten Quimper, op de heuvel Creac'h Euzen. Als bisschop steunde hij volop de activiteiten van evangelisatie van de jezuïeten, die sinds 1622 een college in Quimper hadden. Bisschop de Coëtlogon liet ook het bisschoppelijk zomerpaleis in Lanniron verfraaien. Hij liet een oranjerie bouwen en de tuinen aanleggen.
François de Coëtlogon stierf in 1706 en werd opgevolgd door François-Hyacinthe de Ploeuc de Timeur.